# الینا اسویتولینا
 الینا اسویتولینا (اوکراینی: Еліна Михайлівна Світоліна؛ زادهٔ ۱۲ سپتامبر ۱۹۹۴) یک تنیس‌باز اهل اوکراین است.